# Satellites naturels de Saturne dans la fiction

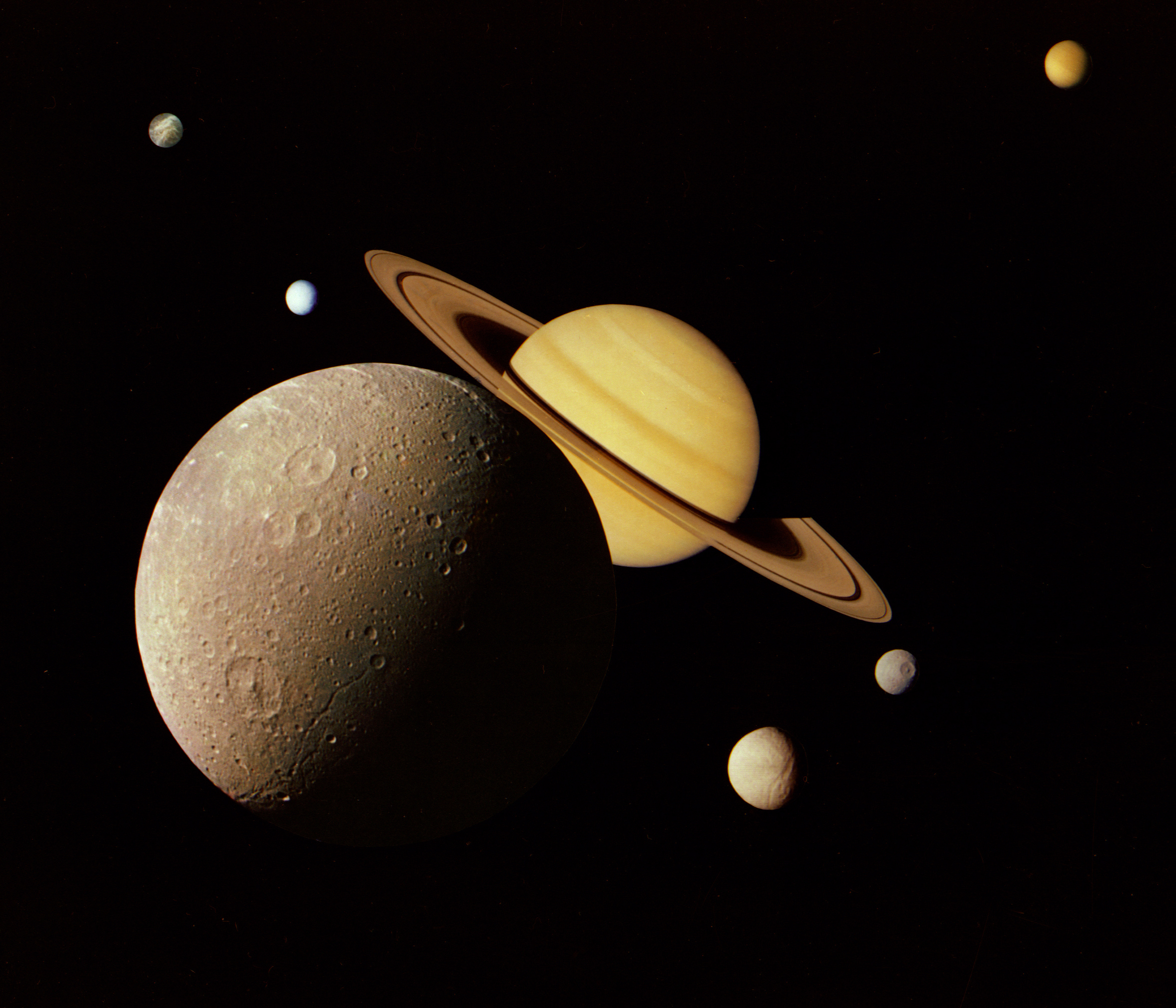
Saturne et ses lunes.

Plusieurs satellites naturels de Saturne ont figuré dans des œuvres de science-fiction.

## Système saturnien
Quelques œuvres de fiction se réfèrent à plusieurs des lunes de Saturne, ou à aucune spécifiquement.
- Dans les romans de la série Animorphs : la créature appelée Veleek a été trouvée par les Yeerks sur l'une des lunes de Saturne.
- Dans la série télévisée d'animation Exosquad : les lunes de Saturne étaient initialement à la maison des clans pirates avant la découverte de la planète Chaos ;
- L'univers de Warhammer 40,000 place le siège et d'autres installations de l'Ordo Malleus (Inquisition) dans les lunes de Saturne, dont la base principale de leurs plus célèbre subordonnés : les Chevaliers Gris des Space Marines ;
- Dans la série télévisée de science-fiction canadienne Starhunter 2300, de nombreux épisodes prennent place dans le système de Saturne, désigné comme la "Fédération de Saturne". Le vaisseau spatial transportant des personnages principaux est le Trans-Utopian, qui se déplace Saturne, Jupiter et Mars. Différentes lunes de Saturne sont mentionnées, y compris Titan et Japet. Il y a aussi une grande station spatiale en orbite autour de Saturne appelée "Anneau du Berger" ;
- Dans le roman Le Vrai Sens de Smekday, les Boov, après avoir quitté la Terre, colonisent une des lunes de Saturne ;
- Dans la série Dédale de Michael J. Martinez, où une civilisation indigène avancée vit sur les anneaux et lunes de Saturne, en particulier Titan, Mimas et Encelade. Dans les livres, Saturne est désigné comme grand Xanath.

## Janus
Janus est une petite lune intérieure de Saturne notable pour avoir une orbite presque identique à celle de la lune Épiméthée, les deux inversant leurs positions orbitales tous les quatre ans.
- Janus est mise à l'honneur par Alastair Reynolds dans son roman de science-fiction Janus (2005). Dans le roman, Janus est une coque contenant un vaisseau extraterrestre qui, de façon inattendue, quitte le système solaire vers une structure géante en orbite autour de l'étoile Spica. Le roman raconte l'histoire de l'équipage d'un minéralier humain qui établit une colonie sur la lune alors qu'elle quitte le système solaire.

## Mimas
Mimas est une petite lune glacée en orbite proche de Saturne, notable pour être marquée par le cratère Herschel, dont le diamètre est très large par rapport à sa circonférence.
- Isaac Asimov, dans son roman Lucky Starr et les Anneaux de Saturne, publié en 1958, fait s'écraser son le héros sur Mimas. Il fait fondre sa surface avec ses armes pour cacher son vaisseau et échapper à ses ennemis, du système de Sirius ;
- Dans Zéro de l'Été, une nouvelle de Caitlín R. Kiernan, Mimas est la destination d'un vaisseau habité par deux androïdes ;
- Mimas est un lieu récurrent de la sitcom Red Dwarf et des romans qui en sont dérivés. Il y apparait notamment une spécialité locale, le Mimean Bladderfish ;
- Dans l'épisode Le Premier Devoir (1992) de Star Trek : La Nouvelle Génération. Mimas est un site d'évacuation de la station où vont quatre cadets de la Fédération, dont Wesley Crusher, après la collision de leur vaisseau ;
- Dans le roman Surnaturalia de Grant Callin, Mimas renferme un artefact alien, c'est également une colonie minière humaine appelée "M-Base" ;
- Dans le jeu de rôle de science-fiction Warhammer 40,000, Mimas sert de prison de haute sécurité pour les détenus les plus dangereux de l'Ordo Malleus ;
- Paul J. McAuley en fait, dans le roman The Quiet War (2008), le lieu d'origine de la famille d'un notable "extérieur" ayant une profonde influence sur la politique jovienne et saturnienne ;
- Harry Turtledove, dans sa nouvelle Les Mortes d'Arthur (1985), le cratère Herschel est le site de la partie terrestre des soixante-sixièmes Jeux Olympiques d'Hiver (2194) ;
- Dans le jeu Kerbal Space Program, la lune glacée Minmus a été nommé d'après Mimas.

## Encelade
Encelade est une petite lune gelée en orbite proche de Saturne, remarquable par sa surface extrêmement brillante et ses geyser deglace et de vapeur d'eau à son pôle sud. Il est la source de l'anneau E de Saturne.
- Dans les années 1930, une émission radiophonique de Buck Rogers se passe sur Encelade. Dans le récit intitulé "Killer Kane et Ardala sur la lune de Saturne", les méchants essaient de renverser le gouvernement pacifique de la lune saturnienne. La lune est représentée comme ayant une atmosphère et une population humanoïde heureuse. Buck part sur la lune pour remettre les choses à leur place ;
- Dans Exosquad, Encelade était l'emplacement d'un  avant-poste fortifié des pirates, et le site de la seconde bataille entre eux et l'Exofleet juste avant le commencement de la guerre entre les terrans et les néosapiens ;
- Dans le roman Surnaturalia de Grant Callin, Encelade renferme un artefact alien ;
- À la fin du livre Time Machine : Les Anneaux de Saturne (se passant en 2085), le vaisseau spatial détruit Encelade en revenant sur la Terre après avoir rencontré une forme de vie extraterrestre ;
- Dans Dust de Charles Pellegrino, le récit est entrecoupé d'un essai d'alunissage robot sur Encelade à la recherche de vie ;
- Dans le livre The Quiet War de Paul J. McAuley, Encelade sert de champs de bataille à l'invasion des lunes de Saturne par la Terre au 23e siècle ;
- L'History Channel a montré dans Life After People que le crash de la sonde Cassini sur Encelade pourrait libérer des bactéries qui pourraient s'y développer et peut être débuter une forme de vie extraterrestre ;
- Dans le web-comic Les Céréales du dimanche matin (#1733), Encelade est représentée comme ayant les poissons sous sa surface glacée. Ces créatures sont utilisés dans ce qui semble être le Filet-o-Fish de Mcdonald's ;
- Dans le supplément GURPS Espace: Terradyne, la société Terradyne réalise une explosion nucléaire sur Encelade pour modifier son orbite dans le but d'impacter Mars, dans le cadre de son projet de terraformation de la planète rouge;
- Dans Futurama, à l'épisode "Cold Warriors", Encelade est dénommé "principale décharge de Saturne", et renferme un spécimen d'un virus du 20e siècle ;
- Le Yamato s'arrête à Encelade dans le quatrième épisode de Space Battleship Yamato 2199 afin d'acquérir un métal rare pour des réparations, et de trouver d'éventuels survivants ayant transmis un signal de détresse. Des membres de l'équipage du Yamato sont poursuivis par des ennemis mais finalement sauvés par un geyser de glace ;
- Dans le roman 2312 de Kim Stanley Robinson, des personnages font parfois référence aux "biotes Enceladian" des organismes microscopiques exotiques que certains humains ingèrent, car ils leur attribuent des propriétés médicinales ;
- Michael J. Martinez fait se dérouler une partie de son roman de The Enceladus Crisis sur Encelade.

## Téthys
Téthys est une lune glacée de taille moyenne en orbite proche de Saturne, très similaire à Dioné.
- Téthys est le lieu où se déroule le thriller de science-fiction de 1980 Saturn 3 ;
- Dans la série télévisée d'animation Exosquad, Téthys était la principale base des clans pirates avant la découverte du Chaos ;
- Le niveau 17 du jeu vidéo Descent se déroule dans la mine d'H2O de Téthys ;
- Dans Warhammer 40,000, Téthys est l'emplacement du Librarium Daemonicum, un répertoire de la connaissance de l'Ordo Malleus.

## Dioné
Dioné est une lune glacée de taille moyenne en orbite proche de Saturne.
- Dans Saturnalia de Grant D Callin, Dioné renferme un artefact alien ;
- Au roman Space Apprentice des frères Strougatski, quand les héros s'arrêtent là sur leur chemin (l'un d'eux est un planetologiste), ils constatent que l'administrateur en a fait un enfer. Cette révélation est l'un des principaux éléments de l'intrigue du roman ;
- Dans le roman 2312 de Kim Stanley Robinson, Dione a été détruite et s'est écrasé sur la surface de Vénus dans le cadre d'une terraformation.

## Rhéa
Rhéa est la deuxième plus grande lune de Saturne.
- "La vallée des Prétendants" de Dennis Clive (sous le pseudonyme de John Russell Fearn), publiée dans Science Fiction en mars 1939 ;
- "Avant-poste des Éons" de Dirk Wylie (pseudonyme de Joseph Harold Dockweiler), publié dans Astonishing Stories en avril 1943 ;
- Dans Solaris de Stanislas Lem, la femme du personnage central Kris Kelvin s’appelle "Rheya", un nom lié à "Rhea" ;
- Dans le film Indépendance Day : Résurgence, l'humanité a construit un avant-poste de défense sur Rhéa.

## Titan
Titan est la plus grande lune de Saturne. Forte de son atmosphère, elle est le corps céleste le plus proche de la Terre dans le système Solaire et est, par conséquent, la plus populaire dans la science-fiction.

## Hypérion
Hypérion est la plus grande lune de forme irrégulière de Saturne, en orbite entre Titan et Japet.
- Le niveau 16 du jeu vidéo Descent se déroule dans une mine de méthane sur Hypérion ;
- Dans le roman Hypérion de Dan Simmons, la planète éponyme a été colonisée par personnes venant de la lune Hypérion ;
- Dans le roman d'Alastair Reynolds On the Steel Breeze (2012), Hypérion est une colonie d'"artistes et de mécontents", y compris le reclus Aresthusa, un visionnaire qui a modifié son corps pour ressembler à une baleine.

## Japet
Japet est le satellite le plus éloigné de Saturne, la moitié de sa surface est très lumineuse, tandis que l'autre moitié est extrêmement sombre. Les recherches depuis 2004 ont également noté une forme irrégulière, d'immenses cratères, et une haute chaîne montagneuse sur l'équateur.
- Theodore Sturgeon, dans sa nouvelle "The Comedian's Children" (1958), raconte qu'une expédition sur Japet est à l'origine d'une grande mode du noir et blanc, puis est liée à l'apparition du iapetitis, une maladie infantile paralysante rendant un côté du corps blanc et l'autre noire ;
- Arthur C. Clarke, dans 2001 : l'Odysée de l'espace (1968), relate la découvert d'un monolithe énigmatique à la surface de Japet. L'astronaute Dave Bowman découvre que la coloration du satellite est en fait une immense ellipse blanche dont l'exact centre est ce monolithe noir. Quand la mission spatiale Voyager 2 survola Japet , ils découvrirent qu'effectivement il y a une zone sombre au centre de l’hémisphère clair. Clarke raconta que Carl Sagan, qui dirigeait la mission, lui en envoya une photo avec écrit "Je penses à vous ..."[1]. Du fait des difficultés à rendre des anneaux crédibles à Saturne, l'adaptation cinématographique 2001, l'Odyssée de l'espace relocalisa le monolithe en orbite autour de Jupiter ;
- The Saturn Game (1981) de Poul Anderson se déroule sur Japet ;
- DAns le roman futuriste de Kim Stanley Robinson The Memory of Whiteness (1985), Japet est peuplée de descendants de colons soviétiques ayant gardé un système communiste ;
- Dans la trilogie Gaea de John Varley, Japet est utilisée comme "nid" par un Titan ;
- Dans l'univers de Warhammer 40,000, Japet est un port pour la flotte de l'Ordo Malleus, ainsi que pour les space marines ;
- Japet apparait dans Chaga de Ian McDonald ;
- Dans le roman de Jack McDevitt The Engines of God (1996), il y a une étrange icône de glace sur Japet ;
- Kim Stanley Robinson place dans son roman 2312 une cité gante nommée High Street le long de la chaine de montagne équatoriale de Japet.

## Phœbé
Phœbé est une lune rétrograde en orbite aux confins du système de Saturne. C'est la plus grande lune irrégulière de Saturne.
- Dans la série The Expanse de James S. A. Corey, Phoebé est en fait une ogive biologique extraterrestre capturée accidentellement par la gravité de Saturne sur sa route vers la terre.